# Melitaea tenuisignata
Melitaea tenuisignata är en fjärilsart som beskrevs av Skala 1907. Melitaea tenuisignata ingår i släktet Melitaea och familjen praktfjärilar. Inga underarter finns listade i Catalogue of Life.